# Neotabuda major
Neotabuda major är en tvåvingeart som beskrevs av Lyneborg 1980. Neotabuda major ingår i släktet Neotabuda och familjen stilettflugor.
Artens utbredningsområde är Namibia. Inga underarter finns listade i Catalogue of Life.